# Quadraceps renschi
Quadraceps renschi är en insektsart som beskrevs av Günter Timmermann 1954. Quadraceps renschi ingår i släktet Quadraceps och familjen fjäderlöss. Inga underarter finns listade i Catalogue of Life.